# Rammingen, Unterallgäu
Rammingen là một đô thị ở huyện Unterallgäu bang Bayern, Đức.